# Loi sur la capacité juridique de la femme mariée
Lire en ligne

[PDF] texte officiel

La Loi sur la capacité juridique de la femme mariée (appelée projet de loi 16 ou bill 16) est une loi québécoise qui modifie le Code civil du Bas-Canada de façon que les femmes mariées puissent exercer la pleine capacité juridique. Les modifications importantes sont celles permettant aux femmes mariées d'acquérir la responsabilité civile et financière et de pouvoir exercer une profession sans l'autorisation de leur mari.
Le projet de loi, mené par la première femme députée et ministre de l'histoire du Québec, Marie-Claire Kirkland-Casgrain, est adopté par l'Assemblée législative du Québec le 14 février 1964. La loi entre en vigueur le 1er juillet 1964.

## Contexte historique
Avant 1964, le régime matrimonial en vigueur au Québec est celui de la communauté de meubles et acquêts (ou communauté de biens). À l'intérieur de ce régime, les femmes ne sont pas reconnues comme des personnes juridiques autonomes. Cette incapacité découlait, selon plusieurs auteurs, de la volonté de la société d'assurer l'unité de la famille. Jocelyne Légaré explique :

« [...] cette notion d'incapacité de la femme mariée, quelles que soient les justifications idéologiques qu'on utilisait pour la défendre, était intimement liée à une structure subordonnant la femme à son mari. Cette organisation hiérarchique des rapports entre mari et femme a commencé à être démantelée au Québec alors qu'on entrait dans ce qu'il est convenu d'appeler la Révolution tranquille. »

À cette époque, la femme mariée est incapable d'effectuer des actes juridiques simples comme signer un contrat ou être exécutrice testamentaire Conséquemment, elle ne dispose pas du droit d'ester en justice, c'est-à-dire de la possibilité d'intenter un recours devant les tribunaux.
De plus, il n'est pas possible pour la femme mariée d'exercer une profession sans l'accord de son mari.

## Adoption de la loi
La Loi sur la capacité juridique de la femme mariée est pilotée par la ministre Marie-Claire Kirkland-Casgrain. Elle était la première femme à se faire élire députée (1961) et la première femme ayant accédé au Conseil des ministres (1962). Appuyée par le gouvernement Lesage, elle fait adopter la loi par l'Assemblée législative le 14 février 1964. La loi entre en vigueur le 1er juillet 1964.

## Contenu
La loi modifie le Code civil du Bas-Canada qui comprenait les dispositions importantes relativement à la capacité juridique des femmes. L'article 177 du Code est modifié et édicte que :

« la femme mariée a la pleine capacité juridique, quant à ses droits civils, sous la seule réserve des restrictions découlant du régime matrimonial. »

La femme est donc capable d'agir civilement et dispose d'ester en justice. Même si des exceptions subsistent relativement aux « restrictions découlant du régime matrimonial », la femme mariée aurait la capacité juridique complète, sous réserve d'exceptions.
La loi n'instaure toutefois pas le principe d'égalité totale entre les hommes et les femmes. Le mari conserve une préséance dans l'administration de la famille. Il choisit la résidence familiale et exerce seul l'autorité auprès des enfants. La femme joue donc un rôle soit de suppléante (notamment dans le cas de l'autorité auprès des enfants), soit d'associée (dans la gestion pécuniaire de la communauté familiale). La primauté du père dans l'exercice de l'autorité auprès des enfants ne sera abolie qu'en 1977.
La femme mariée obtient aussi plusieurs modifications légales symboliques. Bien que cette obligation n'était plus utilisée devant les tribunaux, le devoir d'obéissance de la femme envers son mari est retiré du Code civil. 
Finalement, la femme mariée peut dorénavant exercer une profession sans avoir à demander l'autorisation de son mari. Elle peut d'ailleurs jouir des biens qu'elle a acquis par elle-même.